# Drone Hopper Androni Giocattoli
Drone Hopper Androni Giocattoli (UCI Team Code: DRA) — итальянская  профессиональная шоссейная велокоманда имеющая статус UCI Professional Continental team, основанная в 1996 году.

## История
Команда создана Джанни Савио. С 2005 года  принимает участие в международных велосипедных гонках как профессиональная континентальная команда. Главным спонсором команды на протяжении многих лет является Марио Андрони и его компания Androni Giocattoli.
В  2008, 2010-2012 годах становилась лучшей командой в Велошоссейном кубке Италии, однако никогда не боролась за право выступать в высшей лиге на уровне UCI WorldTour. Вместе с тем, команда регулярно с 2007 года участвовала в Джиро д’Италия.
31 декабря 2014 года голландский велогонщик Джонни Хогерланд в своем микроблоге Твиттер обратился к президенту Международного союза велосипедистов (UCI) Брайану Куксону   с вопросом, что необходимо делать гонщику, если его команда ему не заплатила заработную плату. Менеджер команды  Джанни Савио, заявил, что это ложное обвинение, и что он подаст в суд на Хогерланда за клевету. 30 июня 2015 года проба итальянского гонщика команды  Давиде Апполлонио дала положительный результат на эритропоэтин, проба был взята вне соревнований. В июле 2015 года Международный союз велосипедистов  объявил о том, что проба на допинг другого  итальянского гонщика команды -  Фабио Таборре  показала наличие FG-4592, запрещённого к применению велогонщиками вещества, свойством которого является стимулирование выработки организмом ЭПО. Проба была взята у Таборре также во внесоревновательное время. Так как это была вторая положительная проба на допинг среди гонщиков команды за 12 месяцев, согласно статье 7.12.1 Антидопингового кодекса UCI, к команде было применено отстранение от соревнований на срок 30 дней.
В 2016 году команда не получила традиционного приглашения от организаторов итальянского Гран-тура, что поставило её в тяжёлую ситуацию. Также в 2016 году Джанни Савио вместе с менеджерами команд Bardiani-CSF и Wilier Triestina-Southeast предстал перед судом.  Прокурор Итальянского олимпийского комитета (CONI) обвинил их в том, что они заключали контракты с гонщиками за деньги, и потребовал отстранить менеджеров от работы на срок от одного до двух лет. Дисциплинарный суд Федерации велоспорта Италии полностью оправдал всех обвиняемых.
В 2017 году команда не получила приглашения на юбилейный выпуск Джиро д’Италия, в связи с чем её титульный спонсор Марио Андрони заявил о намерении  прекратить поддерживать команду. Джанни Савио просил организаторов Джиро д'Италия сделать исключение и предоставить дополнительное приглашение, заявив, что готов разделить его  с другой итальянской командой - Nippo-Vini Fantini, также оставшейся за бортом итальянского Гранд-тура, и создать смешанную команду, отправив на старт лишь 4 гонщиков из Androni-Sidermec. В своей просьбе Джанни Савио опирался на прецедент 2011 года, когда организаторы Джиро д’Италия в год 150-летия объединения Италии предоставили дополнительное пятое приглашение на Гранд-тур. Однако, директор Джиро д’Италия Мауро Веньи  ответил Джанни Савио категорическим отказом.
В 2017 году команда снова признана лучшей в Велошоссейном кубке Италии, что гарантировало ей приглашение на Джиро д’Италия 2018.
В 2022 году, с приходом нового спонсора — Drone Hopper (авиационно-инженерная компания, базирующаяся в Испании), команда получила новое название Drone Hopper Androni Giocattoli.

## Известные гонщики команды
- Хосе Рухано (2003-2006, 2011-2012)
- Микеле Скарпони (2008-2010)
- Леонардо Бертаньолли (2009-2010)
- Давиде Ребеллин (2009-2010)
- Роберто Феррари (2011-2012)
- Мигель Анхель Рубиано (2012-2013)
- Оскар Гатто (2015)
- Эган Берналь (2016-2017)

## Текущий сезон
Состав
| Состав 2020                     | Состав 2020     | Состав 2020                          | Состав 2020 |
| Гонщик                          | Дата рождения   | Предыдущая команда                   |             |
| ------------------------------- | --------------- | ------------------------------------ | ----------- |
| Никола Баджоли                  | 19 февраля 1995 | Nippo-Vini Fantini-Faizanè (2019)    |             |
| Маттиа Баис                     | 19 октября 1996 | Cycling Team Friuli (2019)           |             |
| Мануэль Беллетти                | 14 октября 1985 | Wilier Triestina-Selle Italia (2017) |             |
| Алессандро Бисолти              | 7 марта 1985    | Nippo-Vini Fantini (2017)            |             |
| Александр Сепеда                | 16 июня 1998    | Coraje Carchense (2019)              |             |
| Лука Чирико                     | 16 июля 1992    | Torku Şekerspor (2017)               |             |
| Мигель Флорес Лопес             | 21 февраля 1996 | Wilier Triestina-Selle Italia (2018) |             |
| Марко Фраппорти                 | 30 марта 1985   | Idea (2012)                          |             |
| Маттиа Фраппорти                | 2 июля 1994     | Unieuro Wilier (2016)                |             |
| Давиде Габбуро                  | 1 апреля 1993   | Neri Sottoli-Selle Italia-KTM (2019) |             |
| Франческо Гавацци               | 1 августа 1984  | Southeast (2015)                     |             |
| Daniel Muñoz                    | 21 ноября 1996  | EPM (2018)                           |             |
| Лука Пачони                     | 13 августа 1993 | Neri Sottoli-Selle Italia-KTM (2019) |             |
| János Pelikán                   | 19 апреля 1995  | Pannon (2019)                        |             |
| Симон Пелло                     | 6 ноября 1992   | IAM Excelsior (2019)                 |             |
| Симоне Раванелли                | 4 июля 1995     | Biesse Carrera (2019)                |             |
| Джонатан Рестрепо               | 28 ноября 1994  | Manzana Postobón (2019)              |             |
| Кевин Ривера                    | 28 июня 1998    | Scott-TeleUno-BCT (2016)             |             |
| Йосип Румац                     | 26 октября 1994 | Adria Mobil (2018)                   |             |
| Маттео Спреафико (1 янв–31 июл) | 15 февраля 1993 | Kolss-BDC (2016)                     |             |
| Никола Венкьярутти              | 7 октября 1998  | Cycling Team Friuli (2019)           |             |
| Mattia Viel                     | 22 апреля 1995  | Holdsworth Pro Racing (2018)         |             |
|                                 |                 |                                      |             |
| Источник: ProCyclingStats       |                 |                                      |             |

Победы
| 12 янв | Вуэльта Тачиры, 1-й этап                  | 2.2   | Лука Пачони         |
| 14 янв | Вуэльта Тачиры, 3-й этап                  | 2.2   | Джонатан Рестрепо   |
| 16 янв | Вуэльта Тачиры, 5-й этап                  | 2.2   | Джонатан Рестрепо   |
| 17 янв | Вуэльта Тачиры, 6-й этап                  | 2.2   | Кевин Ривера        |
| 18 янв | Вуэльта Тачиры, 7-й этап                  | 2.2   | Кевин Ривера        |
| 31 янв | Вуэльта Сан-Хуана, 5-й этап               | 2.Pro | Мигель Флорес Лопес |
| 10 фев | Тур Лангкави, 4-й этап                    | 2.Pro | Кевин Ривера        |
| 25 фев | Тур Руанды, 3-й этап                      | 2.1   | Джонатан Рестрепо   |
| 27 фев | Тур Руанды, 5-й этап                      | 2.1   | Джонатан Рестрепо   |
| 28 фев | Тур Руанды, 6-й этап                      | 2.1   | Джонатан Рестрепо   |
| 29 фев | Тур Руанды, 7-й этап                      | 2.1   | Джонатан Рестрепо   |
| 18 июл | Чемпионат Хорватии - индивидуальная гонка | CN    | Йосип Румац         |
| 19 июл | Чемпионат Хорватии - групповая гонка      | CN    | Йосип Румац         |

Состав
| Состав 2019               | Состав 2019     | Состав 2019                          | Состав 2019 |
| Гонщик                    | Дата рождения   | Предыдущая команда                   |             |
| ------------------------- | --------------- | ------------------------------------ | ----------- |
| Мануэль Беллетти          | 14 октября 1985 | Wilier Triestina-Selle Italia (2017) |             |
| Марко Бенфатто            | 6 января 1988   | Astana Continental (2014)            |             |
| Алессандро Бисолти        | 7 марта 1985    | Nippo-Vini Fantini (2017)            |             |
| Маттео Бузато             | 20 декабря 1987 | Wilier Triestina-Selle Italia (2018) |             |
| Хулиан Кардона            | 19 января 1997  | EF Education First-Drapac (2018)     |             |
| Маттиа Каттанео           | 25 октября 1990 | Lampre-Merida (2016)                 |             |
| Леонардо Федриго          | 21 июля 1996    | Team Wiggins (2017)                  |             |
| Мигель Флорес Лопес       | 21 февраля 1996 | Wilier Triestina-Selle Italia (2018) |             |
| Марко Фраппорти           | 30 марта 1985   | Idea (2012)                          |             |
| Маттиа Фраппорти          | 2 июля 1994     | Unieuro Wilier (2016)                |             |
| Франческо Гавацци         | 1 августа 1984  | Southeast (2015)                     |             |
| Фаусто Маснада            | 6 ноября 1993   | Colpack (2016)                       |             |
| Матео Монтагути           | 6 января 1984   | AG2R La Mondiale (2018)              |             |
| Daniel Muñoz              | 21 ноября 1996  | EPM (2018)                           |             |
| Маттео Пелукки            | 21 января 1989  | Bora-Hansgrohe (2018)                |             |
| Кевин Ривера              | 28 июня 1998    | Scott-TeleUno-BCT (2016)             |             |
| Маттео Спреафико          | 15 февраля 1993 | Kolss-BDC (2016)                     |             |
| Андреа Вендраме           | 20 июля 1994    | Zalf Euromobil Désirée Fior (2016)   |             |
| Mattia Viel               | 22 апреля 1995  | Holdsworth Pro Racing (2018)         |             |
| Йосип Румац               | 26 октября 1994 | Adria Mobil (2018)                   |             |
|                           |                 |                                      |             |
| Источник: ProCyclingStats |                 |                                      |             |

Победы
| 11 янв | Вуэльта Тачиры, 1-й этап                        | 2.2   | Марко Бенфатто      |
| 18 янв | Вуэльта Тачиры, 8-й этап                        | 2.2   | Мигель Флорес Лопес |
| 4 апр  | Джиро ди Сицилия, 2-й этап                      | 2.1   | Мануэль Беллетти    |
| 10 апр | Тур Лангкави, 5-й этап                          | 2.HC  | Маттео Пелукки      |
| 11 апр | Тур Лангкави, 6-й этап                          | 2.HC  | Маттео Пелукки      |
| 12 апр | Круг Сарты, 4-й этап                            | 2.1   | Андреа Вендраме     |
| 13 апр | Тур Лангкави, 8-й этап                          | 2.HC  | Марко Бенфатто      |
| 22 апр | Тро-Бро Леон                                    | 1.1   | Андреа Вендраме     |
| 24 апр | Тур Альп, 3-й этап                              | 2.HC  | Фаусто Маснада      |
| 24 апр | Тур Лимузена, 4-й этап                          | 2.1   | Франческо Гавацци   |
| 26 апр | Тур Альп, 5-й этап                              | 2.HC  | Фаусто Маснада      |
| 28 апр | Джиро дель Аппеннино                            | 1.1   | Маттиа Каттанео     |
| 16 май | Джиро д’Италия, 6-й этап                        | 2.UWT | Фаусто Маснада      |
| 19 май | Вуэльта Арагона, 3-й этап                       | 2.1   | Маттео Пелукки      |
| 8 июн  | Тур Бихора, 2-йB этап                           | 2.1   | Daniel Muñoz        |
| 9 июн  | Тур Бихора, генеральная классификация           | 2.1   | Daniel Muñoz        |
| 12 июн | Тур Венгрии, 1-й этап                           | 2.1   | Мануэль Беллетти    |
| 5 июл  | Тур Сибиу, 2-й этап                             | 2.1   | Кевин Ривера        |
| 7 июл  | Тур Сибиу, генеральная классификация            | 2.1   | Кевин Ривера        |
| 29 авг | Тур Пуату - Шаранты в Новой Аквитании, 3-й этап | 2.1   | Маттео Пелукки      |
| 7 сен  | Тур Китая I, 1-й этап                           | 2.1   | Марко Бенфатто      |
| 12 сен | Тур Китая I, 5-й этап                           | 2.1   | Марко Бенфатто      |
| 17 сен | Тур Китая II, 1-й этап                          | 2.1   | Марко Бенфатто      |
| 19 сен | Тур Китая II, 2-й этап                          | 2.1   | Марко Бенфатто      |
| 21 сен | Тур Китая II, 3-й этап                          | 2.1   | Кевин Ривера        |
| 10 окт | Тур озера Тайху, 1-й этап                       | 2.1   | Марко Бенфатто      |
| 11 окт | Тур озера Тайху, 2-й этап                       | 2.1   | Маттео Пелукки      |
| 13 окт | Тур озера Тайху, 4-й этап                       | 2.1   | Маттео Пелукки      |
| 15 окт | Тур озера Тайху, 6-й этап                       | 2.1   | Марко Бенфатто      |

Состав
| Состав 2018                                 | Состав 2018      | Состав 2018                                 | Состав 2018 |
| Гонщик                                      | Дата рождения    | Предыдущая команда                          |             |
| ------------------------------------------- | ---------------- | ------------------------------------------- | ----------- |
| Давиде Баллерини                            | 21 сентября 1994 | Hopplà-Petroli Firenze (2016)               |             |
| Мануэль Беллетти                            | 14 октября 1985  | Wilier Triestina-Selle Italia (2017)        |             |
| Марко Бенфатто                              | 6 января 1988    | Astana Continental (2014)                   |             |
| Алессандро Бисолти                          | 7 марта 1985     | Nippo-Vini Fantini (2017)                   |             |
| Раффаэлло Бонузи                            | 31 января 1992   | General Store Bottoli Zardini (2016)        |             |
| Маттиа Каттанео                             | 25 октября 1990  | Lampre-Merida (2016)                        |             |
| Лука Чирико (1 янв–14 май)                  | 16 июля 1992     | Torku Şekerspor (2017)                      |             |
| Марко Фраппорти                             | 30 марта 1985    | Idea (2012)                                 |             |
| Маттиа Фраппорти                            | 2 июля 1994      | Unieuro Wilier (2016)                       |             |
| Франческо Гавацци                           | 1 августа 1984   | Southeast (2015)                            |             |
| Маттео Малучелли                            | 20 октября 1993  | Unieuro Wilier (2016)                       |             |
| Фаусто Маснада                              | 6 ноября 1993    | Colpack (2016)                              |             |
| Кевин Ривера                                | 28 июня 1998     | Scott-TeleUno-BCT (2016)                    |             |
| Иван Рамиро Соса                            | 31 октября 1997  | Maltinti Lampadari-Banca di Cambiano (2016) |             |
| Маттео Спреафико                            | 15 февраля 1993  | Kolss-BDC (2016)                            |             |
| Родольфо Торрес                             | 21 марта 1987    | Colombia (2015)                             |             |
| Андреа Вендраме                             | 20 июля 1994     | Zalf Euromobil Désirée Fior (2016)          |             |
|                                             |                  |                                             |             |
| Источники: ProCyclingStats Cycling Quotient |                  |                                             |             |

Победы
| 12 янв | Вуэльта Тачиры, 1-й этап                      | 2.2  | Маттео Малучелли |
| 14 янв | Вуэльта Тачиры, 3-й этап                      | 2.2  | Маттео Малучелли |
| 15 янв | Вуэльта Тачиры, 4-й этап                      | 2.2  | Иван Рамиро Соса |
| 18 янв | Вуэльта Тачиры, 7-й этап                      | 2.2  | Кевин Ривера     |
| 24 мар | Тур Лангкави, 7-й этап                        | 2.HC | Мануэль Беллетти |
| 12 май | Вуэльта Арагона, 2-й этап                     | 2.1  | Маттео Малучелли |
| 22 июн | Адриатика - Ионика, 3-й этап                  | 2.1  | Иван Рамиро Соса |
| 24 июн | Адриатика - Ионика, генеральная классификация | 2.1  | Иван Рамиро Соса |

Состав
| Состав 2017                                                  | Состав 2017      | Состав 2017                                 | Состав 2017 |
| Гонщик                                                       | Дата рождения    | Предыдущая команда                          |             |
| ------------------------------------------------------------ | ---------------- | ------------------------------------------- | ----------- |
| Давиде Баллерини                                             | 21 сентября 1994 | Hopplà-Petroli Firenze (2016)               |             |
| Марко Бенфатто                                               | 6 января 1988    | Astana Continental (2014)                   |             |
| Эган Берналь                                                 | 13 января 1997   |                                             |             |
| Раффаэлло Бонузи                                             | 31 января 1992   | General Store Bottoli Zardini (2016)        |             |
| Маттиа Каттанео                                              | 25 октября 1990  | Lampre-Merida (2016)                        |             |
| Марко Фраппорти                                              | 30 марта 1985    | Idea (2012)                                 |             |
| Маттиа Фраппорти                                             | 2 июля 1994      | Unieuro Wilier (2016)                       |             |
| Франческо Гавацци                                            | 1 августа 1984   | Southeast (2015)                            |             |
| Маттео Малучелли                                             | 20 октября 1993  | Unieuro Wilier (2016)                       |             |
| Фаусто Маснада                                               | 6 ноября 1993    | Colpack (2016)                              |             |
| Лука Пачони                                                  | 13 августа 1993  | Lampre-Merida (2015)                        |             |
| Андреа Палини                                                | 16 июня 1989     | Skydive Dubai-Al Ahli Club (2016)           |             |
| Кевин Ривера                                                 | 28 июня 1998     | Scott-TeleUno-BCT (2016)                    |             |
| Иван Рамиро Соса                                             | 31 октября 1997  | Maltinti Lampadari-Banca di Cambiano (2016) |             |
| Маттео Спреафико                                             | 15 февраля 1993  | Kolss-BDC (2016)                            |             |
| Alessio Taliani                                              | 11 октября 1990  | Futura Matricardi (2013)                    |             |
| Родольфо Торрес                                              | 21 марта 1987    | Colombia (2015)                             |             |
| Marco D'Urbano (15 мар–31 дек)                               | 15 августа 1991  | Roth (2016)                                 |             |
| Андреа Вендраме                                              | 20 июля 1994     | Zalf Euromobil Désirée Fior (2016)          |             |
|                                                              |                  |                                             |             |
| Источники: ProCyclingStats Cycling Quotient Cycling Archives |                  |                                             |             |

Победы
| 9 июн | Тур Словакии, 2-й этап | 2.1 | Маттео Малучелли |

## Победы
2000
Этап 10  Вуэльта Тачира — Рубен Марин
Этап 11  Вуэльта Тачира — Хайро Перес
Этап 2  Тур Лангкави — Джейми Дрю
Этап 4  Тур Чили — Исраэль Очоа
Tour du Lac Léman — Андрис Наудузас
Этапы 1, 2, 3 и 4 Вуэльта Колумбии — Андрис Наудузас
Этапы 6 и 15 Вуэльта Колумбии — Рауль Монтана
Этапы 9 и 14 Вуэльта Колумбии — Хайро Перес
Этап 13 Вуэльта Колумбии — Рубен Марин
Пролог (ИГ) Clásico RCN — Либардо Ниньо
Этап 7 Clásico RCN — Елкин Баррера
Тур дю Фасо Генеральная классификация — Михаил Халилов
Этапы 1 и 4  Димитри Рави Дель'Инноченти
Этапы 2, 3, 8, 10 и 11 — Михаил Халилов
Этап 5 — Чаба Секереш
Этап 6а — Гвидо Тромбетто
Этап 7а — (КГ)
 Чемпионат Колумбии — Индивидуальная гонка — Исраэль Очоа
2001
Stausee-Rundfahrt Klingnau  — Андрис Наудузас
Этап 2  Тур Марокко — Джон Гарсия
Этап 14 Джиро д’Италия — Карлос Альберто Контрерас
 Вуэльта Колумбии Генеральная классификация — Эрнан Буэнахора
Этапы 7, 8, 10 и 16 — Эрнан Буэнахора
Этапы 2 и 7 Clásico RCN — Хосе Кастелбланко
Этап 8 Clásico RCN — Фредди Гонсалес
 Чемпионат Австралии — Индивидуальная гонка — Кристиян Сноррасон
2002
Этап 5 Вуэльта Тачира — Карлос Ибаньес
Этап 10 Вуэльта Тачира — Фидель Чакон
 Тур Лангкави Генеральная классификация — Эрнан Дарио Муньос
Этап 9 Clásico RCN — Эрнан Дарио Муньос
 Чемпионат Колумбии — Групповая гонка — Джон Гарсия
 Вуэльта Колумбии Генеральная классификация — Хосе Кастелбланко
Этапы 5 и 10 — Хосе Кастелбланко
Этап 12 — Эрнан Дарио Муньос
Этап 14 — Джон Гарсия
Clásico RCN Генеральная классификация — Хосе Кастелбланко
Этапы 2 и 6 — Фредди Гонсалес
Этап 5 — Фидель Чакон
Этап 8 — Хосе Кастелбланко
Этапы 2 и 4 Тур Болгарии — Андрис Наудузас
Этап 6 Тур Болгарии — Михаил Халилов
Этап 7 Тур Болгарии — Денис Сосновченко
Тур Сенегала Генеральная классификация — Андрис Наудузас
Пролог (ИГ) и Этап 5 — Фидель Чакон
Этапы 1 и 10 — Андрис Наудузас
Этапы 2 и 7 — Леонардо Скарселли
Этапы 3 и 8 — Денис Сосновченко
Этап 4 — Владимир Лобзов
2003
 Вуэльта Тачира Генеральная классификация — Эрнан Дарио Муньос
Этап 6 — Рубен Марин
Этапы 8 и 13 — Эрнан Дарио Муньос
Этап 9 Тур Лангкави — Эрнан Дарио Муньос
Этап 13 Вуэльта Колумбии — Хуберлино Меса
Clásico RCN Генеральная классификация — Хосе Кастелбланко
Этап 4 — Хосе Рухано
Этап 7 — Хосе Кастелбланко
2004
 Вуэльта Тачира Генеральная классификация — Хосе Рухано
Этапы 1, 3 и 14 — Марлон Перес Аранго
Этапы 5 и 13 — Хосе Рухано
Этапы 8 и 12 — Фредди Гонсалес
 Тур Лангкави Генеральная классификация — Фредди Гонсалес
Этап 2 — Марлон Перес Аранго
Этап 9 — Рубен Марин
Grand Prix Bradlo  — Раффаэле Иллиано
Этап 8 Вуэльта Венесуэлы — Фредди Гонсалес
Тур Сенегала Генеральная классификация — Мариано Джиалоренцо
Пролог (ИГ), Этапы 6 и 8 — Раффаэле Иллиано
Этапы 2, 5 и 7 — Денис Сосновченко
2005
 Вуэльта Тачира Генеральная классификация — Хосе Рухано
Этапы 6, 7 и 13 — Хосе Рухано
 Чемпионат Колумбии — Индивидуальная гонка — Иван Парра
Этапы 13 и 14  Джиро д’Италия — Иван Парра
Этап 19  Джиро д’Италия — Хосе Рухано
 Джиро д’Италия Горная классификация — Хосе Рухано
Этап 2 Вуэльта Колумбии — Нилтон Ортис
Этапы 1 и 7 Вуэльта Венесуэлы — Морено Ди Биаси
Этап 2 Вуэльта Венесуэлы — Хесус Перес
Этапы 4 и 10а Вуэльта Венесуэлы — Марлон Перес Аранго
Clásico Ciclístico Banfoandes Генеральная классификация — Хосе Рухано
Этапы 4, 7 и 8 — Хосе Рухано
2006
Этапы 4 и 5 Тур Лангкави — Хосе Серпа
Пролог (ИГ) Vuelta Ciclista Por Un Chile Lider — Эдгардо Симон
Этапы 4, 7, 8а и 10 Vuelta Ciclista Por Un Chile Lider — Альберто Лоддо
Этап 6 Vuelta Ciclista Por Un Chile Lider — Хосе Серпа
Этап 4 Кольцо Сарта — Альберто Лоддо
Этап 5 Кольцо Сарта — Алессандро Бертолини
Этап 7 Вуэльта Колумбии — Вальтер Педраса
Этап 12 Вуэльта Колумбии — Хосе Серпа
 Вуэльта Венесуэлы Генеральная классификация — Хосе Серпа
Этап 4 — Хосе Серпа
Кубок Уго Агостони — Алессандро Бертолини
Джиро делла Романья — Санто Анза
2007
Этап 1  Вуэльта Тачира — Альберто Лоддо
Этап 5  Вуэльта Тачира — Хосе Серпа
Этап 10  Вуэльта Тачира — Вальтер Педраса
Этапы 1, 4, 5, 6 и 10,  Тур Лангкави — Альберто Лоддо
Этап 8 Тур Лангкави — Хосе Серпа
Пролог (ИГ), Этапы 4, 5 и 6 Vuelta Ciclista Por Un Chile Lider — Эдгардо Симон
Этап 9 Vuelta Ciclista Por Un Chile Lider — Вальтер Педраса
Этап 10 Vuelta Ciclista Por Un Chile Lider — Антони Бреа
Этап 1а Международная неделя Коппи и Бартали — Алессандро Бертолини
Этап 1 Вуэльта Ла-Риохи — Альберто Лоддо
Этап 2 Вуэльта Астурии — Альберто Лоддо
 Тур озера Цинхай Генеральная классификация — Габриэле Миссалья
Джиро дель Аппеннино — Алессандро Бертолини
Кубок Уго Агостони — Алессандро Бертолини
Трофей Мелинды — Санто Анза
Джиро дель Венето — Алессандро Бертолини
Кубок Плаччи — Алессандро Бертолини
Этап 6 Вуэльта Венесуэлы — Эмилиано Донателло
2008
Этап 4  Тур Сан-Луиса — Карлос Жозе Очоа
 Тур Лангкави Генеральная классификация — Руслан Иванов
Этап 4 — Данило Хондо
Этап 6 — Хосе Серпа
Этап 2 Тиррено — Адриатико — Раффаэле Иллиано
Этап 2 Международная неделя Коппи и Бартали — Никлас Аксельссон
Этап 1 Вольта Алентежу — Джексон Родригес
Этап 11 Джиро д’Италия — Алессандро Бертолини
Бриксия Тур Генеральная классификация — Санто Анза
Этап 4 — Санто Анза
Gran Premio Industria e Commercio Artigianato Carnaghese — Франческо Джинанни
Джиро дель Аппеннино — Алессандро Бертолини
Три варезенские долины — Франческо Джинанни
 Вуэльта Венесуэлы Генеральная классификация — Карлос Жозе Очоа
Этап 2 — Джексон Родригес
Этап 5 — Карлос Жозе Очоа
Этап 7 — Ричард Очоа
Этап 9 — Хосе Серпа
Clásico Ciclístico Banfoandes Генеральная классификация — Хосе Серпа
Этап 1 — Мануэль Беллетти
Этапы 6 и 7 — Хосе Серпа
2009
Этап 1  Тур Сан-Луиса — Маттиа Гавацци
Этап 4  Тур Сан-Луиса — Хосе Серпа
 Тур Лангкави Генеральная классификация — Хосе Серпа
Этапы 1, 2, 3 и 6  — Маттиа Гавацци
Этап 5 — Хосе Серпа
Этапы 3 и 4  Вуэльта Андалусии — Давиде Ребеллин
Трофео Лайгуэлья — Франческо Джинанни
Gran Premio dell'Insubria-Lugano — Франческо Джинанни
 Vuelta Mexico Telmex Генеральная классификация — Джексон Родригес
Этап 2 — Джексон Родригес
Этап 3 — Джильберто Симони
 Тиррено — Адриатико Генеральная классификация — Микеле Скарпони
Этап 6 — Микеле Скарпони
Этап 3 Неделя Ломбардии — Маттиа Гавацци
Флеш Валонь — Давиде Ребеллин
Этапы 6 и 18 Джиро д’Италия — Микеле Скарпони
Этап 15 Джиро д’Италия — Леонардо Бертаньолли
Этапы 1 и 2 Вуэльта Венесуэлы — Альберто Лоддо
Этапы 3а, 3b и 4 Вуэльта Венесуэлы — Маттиа Гавацци
Этап 7 Вуэльта Венесуэлы — Хосе Серпа
 Чемпионат Швейцарии — Индивидуальная гонка — Рубенс Бертоглиати
Этапы 1а и 5 Бриксия Тур — Маттиа Гавацци
Этап 2 Бриксия Тур — Леонардо Бертаньолли
Gran Premio Industria e Commercio Artigianato Carnaghese — Франческо Джинанни
2010
Этапы 3 и 7  Тур Сан-Луиса — Альберто Лоддо
Этап 5  Тур Сан-Луиса — Джексон Родригес
Этап 6  Тур Сан-Луиса — Луис Анхель Мате
Трофео Лайгуэлья — Франческо Джинанни
Этап 5  Джиро ди Сардиния — Альберто Лоддо
Этап 4  Тиррено — Адриатико — Микеле Скарпони
Этап 2  Международная неделя Коппи и Бартали — Хосе Серпа
 Неделя Ломбардии Генеральная классификация — Микеле Скарпони
Пролог (ИГ) — Микеле Скарпони
Этап 4 — Хосе Серпа
Этап 3  Джиро дель Трентино — Алессандро Бертолини
Этап 19 Джиро д’Италия — Микеле Скарпони
 Чемпионат Швейцарии — Индивидуальная гонка — Рубенс Бертоглиати
Этап 3  Тур Австрии — Леонардо Бертаньолли
2011
Этапы 1 и 3  Тур Сан-Луиса — Роберто Феррари
Этап 2 Тур Сан-Луиса — Хосе Серпа
 Тур Лангкави Генеральная классификация — Джонатан Монсальве
Этап 5 — Джонатан Монсальве
Джиро дель Фриули — Хосе Серпа
 Международная неделя Коппи и Бартали Генеральная классификация — Эмануэле Селла
Этап 1b — (КГ)
Этап 3 — Эмануэле Селла
Гран-при Индустрия и Артиджанато ди Ларчано — Анхель Висиосо
Этап 3 Джиро д’Италия — Анхель Висиосо
Этап 13 Джиро д’Италия — Хосе Рухано
2012
 Чемпионат Италии — Групповая гонка — Франко Пеллицотти
 Чемпионат Венесуэлы — Групповая гонка — Мигель Убето
 Чемпионат Венесуэлы — Индивидуальная гонка — Томас Гил
 Тур Лангкави Генеральная классификация — Хосе Серпа
Этапы 5 и 6 — Хосе Серпа
Этап 5 Тур Тайваня — Роберто Феррари
Route Adélie — Роберто Феррари
Флеш д’Эмрод — Роберто Феррари
Джиро дель Аппеннино — Фабио Феллине
Этап 6 Джиро д’Италия — Мигель Анхель Рубиано
Этап 11 Джиро д’Италия — Роберто Феррари
 Вуэльта Венесуэлы Генеральная классификация — Мигель Убето
Этап 5 — Джексон Родригес
Кубок Уго Агостони — Эмануэле Селла
Мемориал Марко Пантани — Фабио Феллине
Gran Premio Industria e Commercio di Prato — Эмануэле Селла
2013
Этап 7 Тур Сан-Луиса — Маттиа Гавацци
Этап 1а Международная неделя Коппи и Бартали — Фабио Феллине
Route Adélie — Алессандро Малагути
Джиро делла Тоскана — Маттиа Гавацци
Этап 2 Тур Словении — Фабио Феллине
Этап 4 Рут-дю-Сюд — Марко Фраппорти
Этап 8  Тур Австрии — Омар Бертаццо
Этап 3b  Тур Сибиу — Маттиа Гавацци
 Вуэльта Венесуэлы Генеральная классификация — Маттиа Гавацци
Этап 3 — Маттиа Гавацци
Этапы 6 и 9 — Джексон Родригес
Gran Premio Industria e Commercio di Prato — Джанфранко Зилиоли
2014
Этап 6  Тур Лангкави — Кенни ван Гуммель
Этап 1  Тур Азербайджана — Кенни ван Гуммель
 Чемпионат Венесуэлы — Индивидуальная гонка U23 — Йондер Годой
Этап 6 Вуэльта Венесуэлы — Карлос Галвис
Этап 10 Вуэльта Венесуэлы — Кенни ван Гуммель
Этап 4 Тур Лимузена — Мануэль Беллетти
Игры Центральной Америки и Карибского бассейна Групповая гонка — Карлос Галвис
2015
Этап 5 Вуэльта Тачира — Карлос Галвис
Этап 3 Международная неделя Коппи и Бартали — Франческо Чиччи
Этап 6 Вуэльта Венесуэлы — Франческо Чиччи
 Чемпионат Венесуэлы — Индивидуальная гонка — Йондер Годой
 Чемпионат Румынии — Индивидуальная гонка — Сергей Цветков
 Чемпионат Румынии — Групповая гонка — Сергей Цветков
Этапы 1 и 4 Тур Сибиу — Оскар Гатто
Этап 3 Тур Сибиу — Алессио Талиани
Этап 3а (ИГ) Тур Секейского края — Сергей Цветков
2016
 Тур Бихора Генеральная классификация — Эган Берналь
Этап 1 — Эган Берналь
Этапы 2 и 3 — Марко Бенфатто
Этап 1 Букль-де-ля-Майенн — Франческо Чиччи
Этап 4 Тур Сибиу — Давиде Вигано
Этап 2 Тур Португалии — Франческо Гавацци
 Тур Китая I Генеральная классификация — Рафаэлло Бонуси
Этапы 1, 2 и 6 — Марко Бенфатто
Этап 3 — Рафаэлло Бонуси
Этап 4 — Матти́а Де Марчи
Мемориал Марко Пантани — Франческо Гавацци
 Тур Китая II Генеральная классификация — Марко Бенфатто
Этапы 1, 4 и 5 — Марко Бенфатто
2017
Этап 1 Вуэльта Тачира — Рафаэлло Бонуси
Этап 3 Тур Прованса — Маттиа Каттанео
Этап 7 Тур Бретани — Андреа Вендраме
Этап 1 Тур Юры — Марко Фраппорти
 Тур Бихора Генеральная классификация — Родольфо Торрес
Этапы 1 и 3 — Маттео Малучелли
Этап 2а — Родольфо Торрес
Этап 2 Тур Словакии — Маттео Малучелли
 Tour de Savoie Mont Blanc Генеральная классификация — Эган Берналь
Пролог — Андреа Палини
Этапы 2 и 3 — Эган Берналь
Этап 1 Тур Китая I — Лука Пачиони
Этап 5 Марко Бенфатто
2018
Этапы 1 и 3 Вуэльта Тачира — Маттео Малучелли
Этап 4 Вуэльта Тачира — Иван Соса
Этап 7 Вуэльта Тачира — Кевин Ривера